# D’Argies
D’Argies war eine bedeutende nordfranzösische Adelsfamilie. Sie stammte aus der heutigen Gemeinde Dargies im Département Oise.
- Baudouin d'Argies ⚭ Jeanne
- Simon de Dargies, seigneur de Breteuil, † Juni 1246, Sohn Baudouins, ⚭ Elisabeth de Mello, châtelaine de Roye, † nach Juli 1258 (Haus Mello)
- Renaud I. d’Argies (de Dargies), * nach 1217, † nach 1265, Sohn Simons; ⚭ Isabelle de Clermont, * vor 1214, † vor 1259, Tochter von Raoul I. de Clermont und Gertrude de Nesle
- Renaud II. de Dargies (d‘Argies), † um 1295, Sohn von Renaud I.; ⚭ Agnes de Bruyères, Tochter von Jean de Bruyères und Eustachie de Levis
- Jeanne de Dargies, † nach 1348, Erbtochter von Renaud II., zu Dargies etc.; ⚭ I Hugues de Nesle, comte de Soissons, † nach Februar 1306 (Haus Nesle); ⚭ II um 1309 Jean de Clermont, Baron de Charolais, * wohl 1283, † 1316, Sohn von Robert von Clermont (Bourbonen); ⚭ III nach 1316 Hugues de Châtillon, sn de Leuze, Condé, Carency, Buquoy, Duisant et d’Aubigny, † 1329 (Haus Châtillon)
- Marguerite de Nesle, Erbtochter von Hugues, comtesse de Soissons, zu Dargies, Catheux und Chimay, † Oktober 1350 ; ⚭ kurz vor 23. Januar 1317 Jean d’Avesnes, sn de Beaumont, * wohl 1288, † 11. März 1356 (Haus Avesnes)
- Jeanne d‘Avesnes, * 1323, † 1350 nach 15. Dezember an der Pest, Erbtochter von Jean und Marguerite, 1350 comtesse de Soissons, dame de Chimay ; ⚭ I 5. oder 15. November 1336 Louis de Châtillon, 1342 comte de Blois, 1336 comte de Soissons, X 26. August 1346 in der Schlacht von Crécy (Haus Châtillon); ⚭ II vor 13. Februar 1348 Wilhelm I Markgraf von Namur, † 1. Oktober 1391 (Haus Dampierre)
- Louis II. de Châtillon, † 1372, comte de Blois et de Dunois, seigneur d’Avesnes, de Landrecies, de Trélon, de Chimay etc., Sohn von Louis I.
- Guy II. de Châtillon, † 22. Dezember 1397, Bruder von Louis II., comte de Soissons, 1381 comte de Blois, seigneur de Dargies, de Beaumont, de Tongre, de Chimay, de Trélon, d’Avesnes etc.

Als Guy II. ohne überlebende Nachkommen starb, hatten seine Mutter Jeanne d'Avesnes – auch aus ihrer zweiten Ehe – und seine Großmutter Marguerite de Nesle ebenfalls keine lebenden Nachkommen mehr; das Erbe fiel somit an die Nachkommen seiner Urgroßmutter Jeanne d'Argies aus deren späteren Ehen. Herr von Argies wurde Jacques de Bourbon, ein jüngerer Sohn des Connétable Jacques I. de Bourbon, comte de La Marche, und der Jeanne de Châtillon, die wiederum ein Kind aus Jeanne de Dargies’ dritter Ehe war, und den Bourbonen neben Dargies auch die Herrschaften Leuze, Condé, Carency etc., brachte.
- Jacques I. de Bourbon, Baron d'Argies, seigneur de Préaux, de Dangu et de Thury, * wohl 1346, † 1417 (Haus Bourbon-Préaux)
- Jacques II. de Bourbon, 1417 seigneur d'Argies et de Préaux, Baron de Thury, 1421 geistlich, † 1429, dessen Sohn

Nach dem Aussterben der Linie Bourbon-Préaux fiel Dargies an die Linie Bourbon-La Marche zurück, die ab 1589 die Könige von Frankreich stellte.